# NGC 1622
NGC 1622 is een balkspiraalstelsel in het sterrenbeeld Eridanus. Het hemelobject werd op 16 januari 1850 ontdekt door Johnstone Stoney, assistent van de Ierse astronoom William Parsons.

## ν Eridani (48 Eridani)
Vanaf de aarde gezien bevindt het stelsel NGC 1622 zich net ten noordnoordoosten van de variabele dubbelster ν Eridani (48 Eridani) met schijnbare magnitude + 4. Andere stelsels in de buurt van deze ster zijn NGC 1618 en NGC 1625.

## Synoniemen
- PGC 15635
- MCG -1-12-36
- NPM1G -03.0201